# Unterspreewald (gmina)
Unterspreewald (dolnołuż. Dolna Błota) – miejscowość i gmina w Niemczech w kraju związkowym Brandenburgia, w powiecie Dahme-Spreewald, wchodzi w skład urzędu Unterspreewald. Do 31 grudnia 2012 wchodziła w skład urzędu Unterspreewald.

## Geografia
Gmina Unterspreewald położona jest na północ od miasta Lubin, na trasie drogi krajowej B179.

## Dzielnice
W skład gminy wchodzą trzy dzielnice:

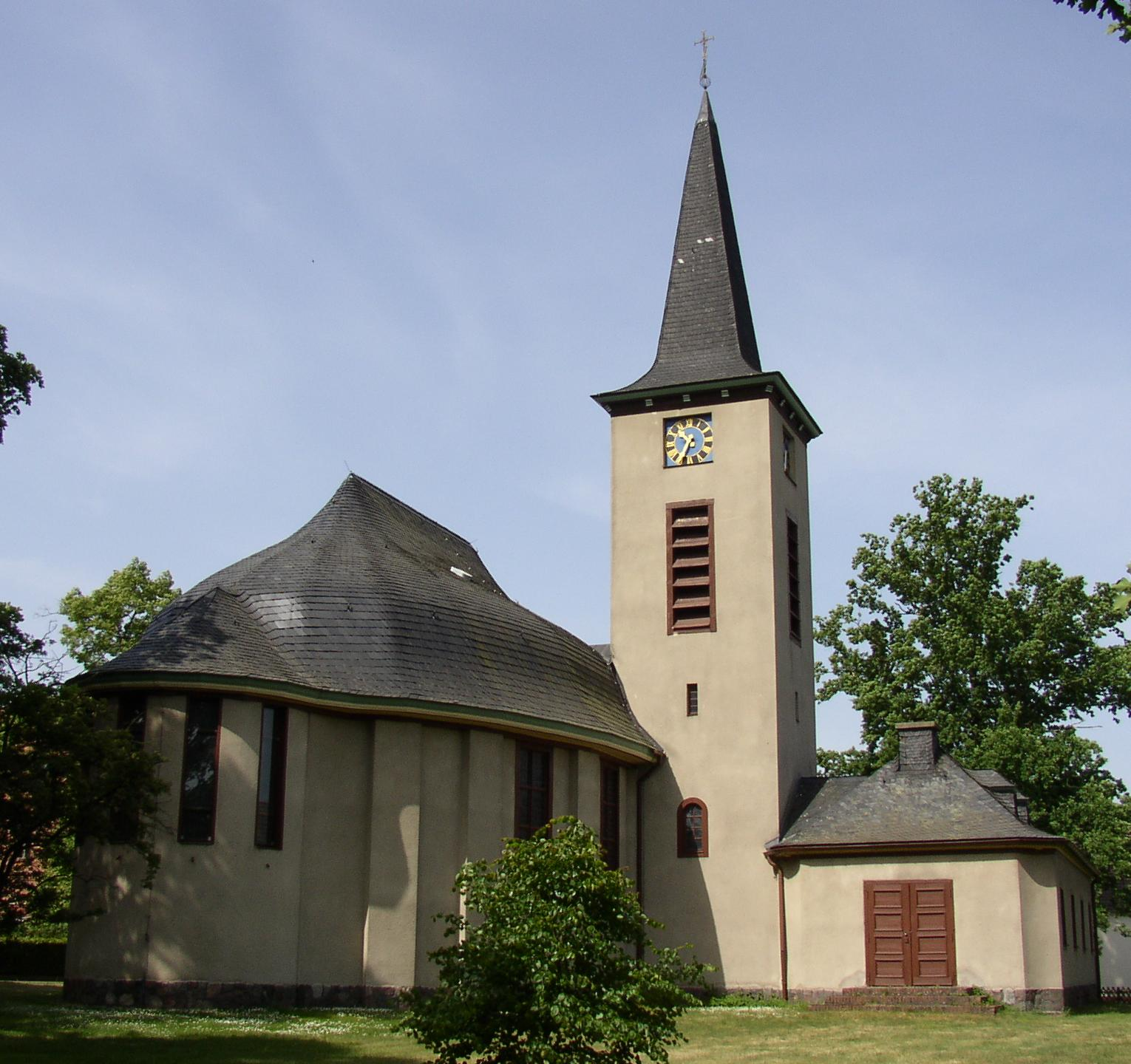
Kościół w Neu Lübbenau

- Leibsch
- Neuendorf am See
- Neu Lübbenau